# Felix Fossa
Felix Fossa (* 1656 als Renerus Joseph Fossa; † 15. September 1725 in Salzburg) war ein deutscher katholischer Priester, Respondent im Theatinerkloster München und später Propst der Theatiner in Salzburg. Er wirkte von 1678 bis 1729 und verfasste zahlreiche theologische Bücher.

## Leben
Renerus Joseph Fossa schloss 1671 mit 18 Jahren das Jesuitengymnasium in München (heute: Wilhelmsgymnasium München) ab. 1675 trat er in München in das Kloster der Theatiner und erhielt den Klosternamen Felix.

## Werke

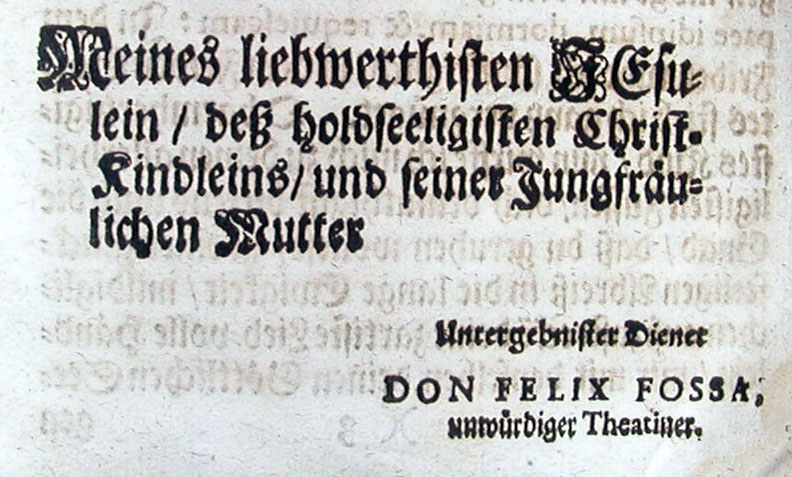
Auszug aus der Einleitung des Buches Bethlehem Gloriosum von 1718

- Geistliches Glocken-Spiel: Durch welches Die in der Sünd eingeschläfferte Seelen Vermittelst Fünff und Dreyssig Glocken, Als so vielen Geist- und Lehr-vollen Predigen, Zur Buß und Tugend, zur Andacht und Dienst Gottes aufferweckt und auffgemuntert werden, 8. Augsburg und Salzburg 1706, Kroniger & Goebel.
- Seufzer zu Gott im Leben und Tod, 8. Salzburg 1707.
- Inexhausta Divini Verbi Aurifodina …, Das ist: Unerschöpffliche Geistliche Gold-Gruben: Geistliche Goldgruben des mehr als Gold werthen Wort Gottes. Zu Erholung des kostbaresten Golds vieler raren Concepten Durch den Theatiner auff der Cantzel jüngstens eröffnet, 8. Augsburg 1709, Schlüter & Happach
- Der Theatiner bey dem Kranken und Sterbenden, 8. Augsburg 1710.
- Theatinus infirmis assistens ad bene moriendum, 8. Aug. Vind. 1710.
- Il Theatino assistente á moribondi, 8. Agosta 1710.
- Bethlehem Gloriosum, Das Gnadenvolle Bethlehem: Das ist: Sechtzig kurtze sowohl lob- als sittliche Red-Verfassungen: So von dem Eingefleischten, und folgends in Bethlehem gebohrnen Sohn Gottes Christo Jesu, auch seiner Jungfräulichen gebährenden Mutter, 4. Salzburg 1718, Mayr.
- Gloria sanctorum, die Glory der auserwählten Heiligen Gottes durch 30 Lobpredigten erklärt., Erster Theil, 4. Salzburg 1722.
- Stimme des Herrn, oder Weis und Anleitung zur Standeserwählung, nun vermehrt mit Don Ferd. M. Kollers Exercitiis, 8. München 1749.
- Kurzer Innhalt des Lebens und Wunderwerk des heil. Andreas Avellinus, Theatinerordens, mit Tagzeiten, 12. Salzburg 1713.
- Geistliche Seelenspeis auf alle Tag des Jahrs, 4 Th. Augsburg. 1714.